# Anthrax slossonae
Anthrax slossonae är en tvåvingeart som först beskrevs av Johnson 1913.  Anthrax slossonae ingår i släktet Anthrax och familjen svävflugor. Inga underarter finns listade i Catalogue of Life.